# Blalla W. Hallmann
Blalla W. Hallmann (eigentlich: Wolfgang Ewald Hallmann; * 23. März 1941 in Quirl, Riesengebirge, Niederschlesien; † 2. Juli 1997 in Windsbach, Mittelfranken) war ein deutscher Maler und Grafiker.

## Leben und Werk
Hallmann studierte von 1957 bis 1958 an der Staatlichen Kunstakademie Düsseldorf. Von 1958 bis 1960 absolvierte er eine Malerlehre in Emsdetten, um von 1960 bis 1965 sein Kunststudium an der Akademie der Bildenden Künste Nürnberg bei Fritz Griebel fortzusetzen. In Nürnberg war er Mitglied des Künstlertrios um Herbert Haberl und Bernd Wangerin. 1965 war er Gründungsmitglied eines Wandertheaters, des späteren „Hoffmanns Comic Teater“. Aus Mitgliedern dieser Gruppe ging später die Rockband Ton Steine Scherben hervor. Von 1967 bis 1969 hielt Hallmann sich in den USA auf. 1968 lehrte er an der University of California in San Francisco. Nach einem Aufenthalt in einer psychiatrischen Anstalt im Jahr 1969 zerstörte er 1970 alle ihm verfügbaren eigenen Arbeiten. Von 1992 bis 1995 hatte Hallmann eine Professur an der Hochschule für Bildende Künste Braunschweig. Seit 1994 lebte er in Windsbach.

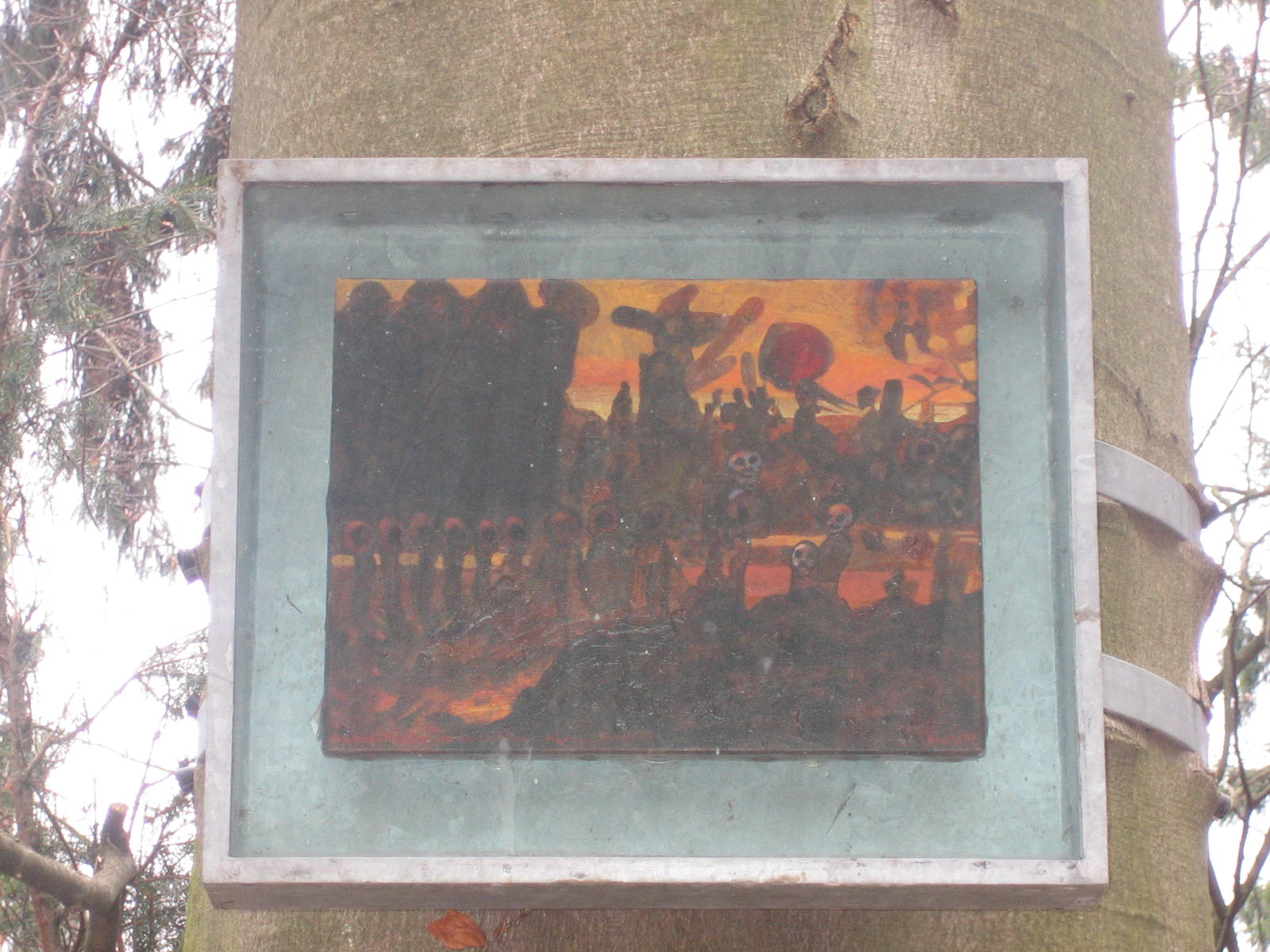
Blalla W. Hallmann: Abendtreffen an der Lichtung – Harry’s Abschied (1997) Künstler-Nekropole, Kassel

Blalla W. Hallmanns Werk beschäftigt sich in drastischer, sowohl blasphemischer als auch obszöner Weise mit existenziellen Grundfragen (Religion, Sexualität, …). Formal bewegt es sich zwischen Surrealismus, Außenseiterkunst (Art Brut), Volkskunst und zahlreichen Anlehnungen an die Kunstgeschichte. In den 1980er Jahren entstand der Zyklus der „Horrorbilder“, die unter anderem Inquisition und Holocaust thematisieren. Neben anderen Techniken ist für ihn die aus der Volkskunst bekannte Hinterglasmalerei kennzeichnend. 1995/1996 entstand eine Holzschnittfolge von 149 Blättern, in denen Hallmann unter dem Titel „Der Weg, die Wahrheit und das Leben“ seinen eigenen Werdegang rekapitulierte.
Blalla W. Hallmann starb 1997 an den Folgen einer Krebserkrankung. Sein 1996 zugesagtes Grabmal für die Künstler-Nekropole in Kassel konnte er nicht mehr fertigstellen. Stattdessen wurde dort 1998 ein Bild mit dem Titel Abendtreffen an der Lichtung – Harry’s Abschied installiert, das Hallmann 1997 nach dem Tod des Nekropoleninitiators Harry Kramer an dessen Witwe nach Kassel geschickt hatte.

## Einzelausstellungen (Auswahl)
- 1964: Graphikausstellung in der Galerie im Studententheater am Luegerplatz, Wien
- 1968: Unicorn Gallery, San Francisco
- 1973: Würzburg, Galerie Radegundis Villinger, Farbstiftzeichnungen
- 1976: Nürnberg, Galerie Erhard Kick
- 1983: Brühl, Kunstverein Brühl
- 1983: Produzentengalerie Hamburg, (Katalog)
- 1985: Blallas HumorDienst, Produzentengalerie Hamburg
- 1985: Galerie Michael Horbach, „Mama - Papa“ (Katalog) Köln
- 1986: Galerie Arno Kohnen, Düsseldorf, Blalla W. Hallmann (Katalog)
- 1987: Neuer Aachener Kunstverein, Arbeiten von 1956 bis 1987
- 1989: Galerie Rudolf Zwirner, Blalla W. Hallmann 1987–1988
- 1991: 1987 Artothek der Stadtbücherei Köln, Blalla W. Hallmann (Katalog)
- 1991: Retrospektive, Stroetmanns Fabrik, Emsdettener Kunstverein e.V., Emsdetten
- 1991: Albrecht-Dürer-Gesellschaft, Nürnberg
- 1991: Galerie Rudolf Zwirner, Köln, Blalla W. Hallmann, Fenster (Hinterglasmalerei)
- 1991: Kunstverein Rosenheim, Arbeiten 1958–1990
- 1992: Die schwarze Serie, Produzentengalerie, Hamburg
- 1992: Heim mir reicht’s, Neue Gesellschaft für Bildende Kunst (NGBK), Berlin, Künstlerhaus Bethanien (Katalog)
- 1993: Amerika, I love you, Petersen Galerie, Berlin
- 1993: Galerie Susanne Zander, Köln
- 1994: Helden unserer Zeit, Villa Weiner, Verein für Kunstförderung, Ochtrup
- 1996: Gemälde, Objekte, Graphik, Museum Ostdeutsche Galerie Regensburg
- 1996: Blalla W. Hallmann – Nach allen Regeln der Kunst „Galerie Kuchta-Haberl“ alias „Galerie Dumping“
- 2000: Gemälde und Grafiken, Brühler Kunstverein
- 2000: Blalla W. Hallmann – Arbeiten aus dreißig Jahren, Kunsthaus Nürnberg
- 2006: The Holy Family, Thomas Erben Gallery, New York
- 2007: Gemälde, Objekte, Graphik, Kunsthalle Recklinghausen
- 2010: Blalla W. Hallmann hat längst erkannt was Sache ist und wo der Hase langläuft, Malkasten, Düsseldorf
- 2013: Ecce Blalla! – Abstürze und Höhenflüge, Museum für Sepulkralkultur, Kassel[2]

## Gruppenausstellungen (Auswahl)
- 1982: Sternbilder, Galerie am Schloß Brühl
- 1984: „Tiefe Blicke – Kunst der achtziger Jahre aus der Bundesrepublik Deutschland, der DDR, Österreich und der Schweiz“, Hessisches Landesmuseum Darmstadt
- 1986: Kunst in der BRD 1945–1985, Neue Nationalgalerie, Berlin (West)
- 1990: „Endlich – Postrevolutionäre Kunst im IV. Reich“ mit 32 anderen Künstlern und Künstlerinnen, NGBK, Berlin (West)
- 1992 Freunde und Verwandte, kuratiert von Peter Angermann, Kunsthalle Nürnberg
- 1994: Haus der Kulturen der Welt, Berlin
- 1996: Deep Inside. The Art of Porno, Musée d’Art contemporain Pornographique Lausanne
- 2005: Unheimliche Orte. Himmel und Hölle, Museum der Stadt Ratingen
- 2007: Die Kunst zu sammeln, museum kunst palast Düsseldorf
- 2023: Immer Feste Druff, Haus Mödrath - Räume für Kunst, Kerpen